# 63 Ophiuchi
63 Ophiuchi är en blå ljusstark jätte i stjärnbilden Skytten. Trots sin Flamsteed-beteckning tillhör den inte Ormbärarens stjärnbild. Den ligger på gränsen mellan stjärnbilderna och fick byta tillhörighet vid översynen av gränser mellan stjärnbilderna år 1930 och benämns efter bytet av stjärnbild ibland med sin HD-beteckning, HD 162978.
63 Ophiuchi har visuell magnitud +6,20 och är synlig för blotta ögat enbart vid mycket god seeing. Den befinner sig på ett avstånd av ungefär 8 150 ljusår.